# 混沌のオラトリオ
「混沌のオラトリオ」（こんとんのオラトリオ）は、榊原ゆいの25作目のシングル。2010年2月10日にb-greenよりリリースされた。初回生産分には、本人描き下ろしイラストを使用した『アクエリアンエイジ』のPRカード「混沌のオラトリオ」が封入されている。

## 収録曲
1. 混沌のオラトリオ [3:31]
  - 作詞・作曲・編曲：中山真斗(Elements Garden)
  - ニンテンドーDSゲーム『ゲームブックDS アクエリアンエイジ Perpetual Period』テーマソング
2. BLUEBIRDシンドローム [4:01]
  - 作詞：RUCCA、作曲・編曲：中山真斗(Elements Garden)
3. 混沌のオラトリオ（off vocal）
4. BLUEBIRDシンドローム（off vocal）